# الدوري البرتغالي الدرجة الثانية 2009–10
الدوري البرتغالي الدرجة الثانية 2009–10 (بالبرتغالية: II Divisão B de 2009–10‏) هو موسم من الدوري البرتغالي الدرجة الثانية. فاز فيه نادي أروكا.